# Bonnetina rudloffi
Bonnetina rudloffi es un arácnido perteneciente a la familia Theraphosidae, del orden Araneae. Esta especie fue descrita por Vol en 2001. El nombre del género está dedicado a Pierre Bonnet, aracnólogo francés, mientras que el nombre de la especie es una dedicatoria a Jan-Peter Rudloff, quien donó el material del cual se describió la especie

## Nombre común
- Español: tarántula michoacana de cola roja.[1][2]

## Clasificación y descripción de la especie
Es una tarántula de gran tamaño llegando a alcanzar los 10 cm de longitud, contando las patas. El prosoma es de color cobrizo claro, con líneas radiales oscuras. En los machos, las patas son negras, con una coloración azul tornasol, mientras que en las hembras son sólo negras con algunas setas cafés; presentan un par de franjas de color más claro en la región de la patela o “rodilla”. El opistosoma es de color rojizo claro; en las hembras se aprecia un parche metálico en la región dorsal, mientras que en los machos este parche no es tan visible.

## Distribución de la especie
Es endémica de México y se conoce solamente de la localidad tipo, que se encuentra en el estado de Michoacán.

## Ambiente terrestre
Se pueden encontrar bajo piedras de buen tamaño. El tipo de vegetación donde se distribuyen es bosque mixto.

## Estado de conservación
Esta araña no se encuentra en ninguna categoría de riesgo en las normas nacionales e internacionales.